# Campeonato Carioca de Futebol de 2006 - Terceira Divisão
O Campeonato Carioca da Terceira Divisão de 2006 foi uma edição da terceira divisão do campeonato estadual de futebol profissional do Rio de Janeiro. A competição foi organizada pela Federação de Futebol do Estado do Rio de Janeiro (FERJ).
Ao final da disputa, sagrou-se campeão o Cardoso Moreira e vice o Silva Jardim. Além desses, foram também promovidos à Segunda Divisão: Resende FC, Bréscia e Floresta.

## Participantes
- Associação Atlética Carapebus, de Carapebus
- Bela Vista Futebol Clube, de Niterói
- Cardoso Moreira Futebol Clube, de Cardoso Moreira
- Clube de Futebol São José, de Itaperuna
- Condor Atlético Clube, de Queimados
- Esporte Clube Iguaçu, de Nova Iguaçu
- Esporte Clube Nova Cidade, de Nilópolis
- Esporte Clube Resende Desenvolvimento Esportivo LTDA., de Resende
- Esporte Clube Rio São Paulo, do Rio de Janeiro
- Everest Atlético Clube, do Rio de Janeiro
- Faissal Futebol Clube, de Itaboraí
- Floresta Atlético Clube, de Cambuci
- Futuro Bem Próximo Atlético Clube, de Niterói
- Grande Rio Bréscia Clube LTDA., de Magé
- Heliópolis Atlético Clube, de Belford Roxo
- Japeri Esporte Clube, de Japeri
- Juventus Futebol Clube, do Rio de Janeiro
- Paraíba do Sul Futebol Clube, de Paraíba do Sul
- Quissamã Futebol Clube, de Quissamã
- Resende Futebol Clube, de Resende
- Rio das Ostras Futebol Clube, de Rio das Ostras
- Rio Bonito Atlético Clube, de Rio Bonito
- Sampaio Corrêa Futebol e Esporte LTDA., de Saquarema
- Semeando Cidadania Futebol Clube LTDA., do Rio de Janeiro
- Silva Jardim Futebol Clube, de Silva Jardim
- União Central Futebol Clube, do Rio de Janeiro
- União de Marechal Hermes Futebol Clube, do Rio de Janeiro